# 維利涅 (沃茲涅先斯克區)
47°28′51″N 31°17′40″E / 47.48083°N 31.29444°E
維利涅（烏克蘭語：Вільне），是烏克蘭的村落，位於該國南部尼古拉耶夫州，由沃茲涅先斯克區負責管轄，面積0.19平方公里，海拔高度104米，2001年人口61，人口密度每平方公里321.1人。